# Louis Dame
Louis Dame (ur. 1859, zm. ?) – niemiecki architekt, mistrz murarski, przedsiębiorca budowlany, radny katowickiej Rady Miejskiej.

## Życiorys
Przyjechał do Katowic 1 października 1886 roku, gdzie żył przez 33 lata.  
Był właścicielem firmy budowlanej z siedzibą przy późniejszej ulicy Sokolskiej 8. Prócz licznych projektów kamienic i innych gmachów w Katowicach, był głównym budowniczym kolumny Bismarcka w Trójkącie Trzech Cesarzy w Mysłowicach, wykonawcą połączenia wodno-kanalizacyjnego do gmachu Starostwa Powiatowego w Katowicach (późniejsza siedziba Sądu Rejonowego Katowice-Zachód), budowniczym fabryki kwasu siarkowego i prażalni blendy cynkowej w Dąbrówce Małej, a także zgodnie z jego wytycznym około 1900 roku przeprowadzono remont fasady pałacu Goldsteinów. 
Od 1890 roku był członkiem katowickiej loży wolnomurarskiej Zum Licht im Osten in Kattowitz. W latach 1892–1894 był radnym katowickiej Rady Miejskiej. Od 1906 roku był przewodniczącym ochotniczej straży pożarnej w Katowicach. Ponadto był pierwszym przewodniczącym katowickiego Związku Strzelców (niem. Schützenverein).
W poradniku dla śląskiego budownictwa z 1926 roku był wspomniany jako mistrz murarski i stolarski z Wołowa.
Data i miejsce jego śmierci są nieznane.

## Wybrane projekty
- Dom leśniczego i ogrodnika w Michałkowicach (dzielnica Siemianowic Śląskich), z 1906 roku w stylu neogotyku[5],
- Dom Związkowy Gminy Ewangelickiej w Katowicach przy ulicy Bankowej 8, wzniesiony w 1909 roku, pierwotnie w stylu zmodernizowanego neobaroku[6],
- Kamienica na rogu ulic Młyńskiej 2 i Pocztowej w Katowicach, z datą inskrypcyjną „1900–1901”, wzniesiona w stylu neobaroku[7],
- Kamienica przy placu Wolności 2 w Katowicach (róg z ulicą Sokolską 1), wzniesiona w 1894 roku; Louis Dame był także jej pierwszym właścicielem[8],
- Kamienica przy ulicy Stefana Batorego 2 w Katowicach[9],
- Kamienica przy ulicy Jagiellońskiej 36 w Katowicach[9],
- Kamienica przy ulicy T. Kościuszki 47 (róg z ulicą J. Rymera 2) w Katowicach[10], powstała przed 1897 rokiem, przebudowana w 1910 roku[11],
- Kamienica przy ulicy J. Słowackiego 21 w Katowicach[9],
- Kamienica przy ulicy Stawowej 3 w Katowicach[1],
- Rozbudowa pałacu rodziny von Rheinbaben w Michałkowicach, w 1906 roku w stylu romantycznego neogotyku[12],
- Willa z ogrodem przy ulicy Sokolskiej 8 w Katowicach (róg z ulicą Zabrską), wzniesiona ok. 1900 roku w stylu cottage jako dom własny Louisa Damego[13],
- Zespół kamienic przy ulicy S. Moniuszki 2-4 i Piastowskiej 1-3 w Katowicach, powstały w 1905 roku w stylu eklektyzmu i secesji[14].

## Galeria

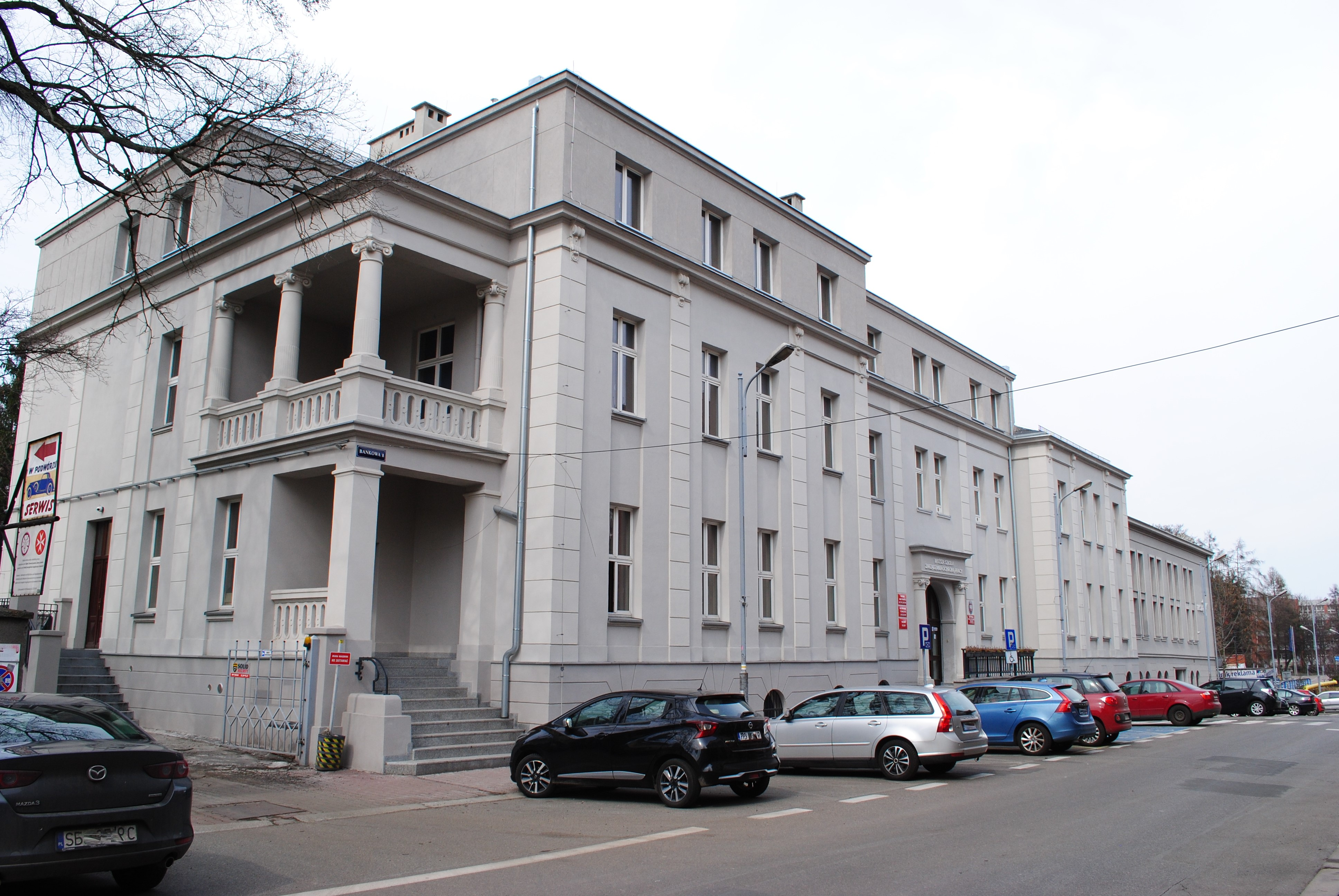
Dom Związkowy Gminy Ewangelickiej w Katowicach (2021)
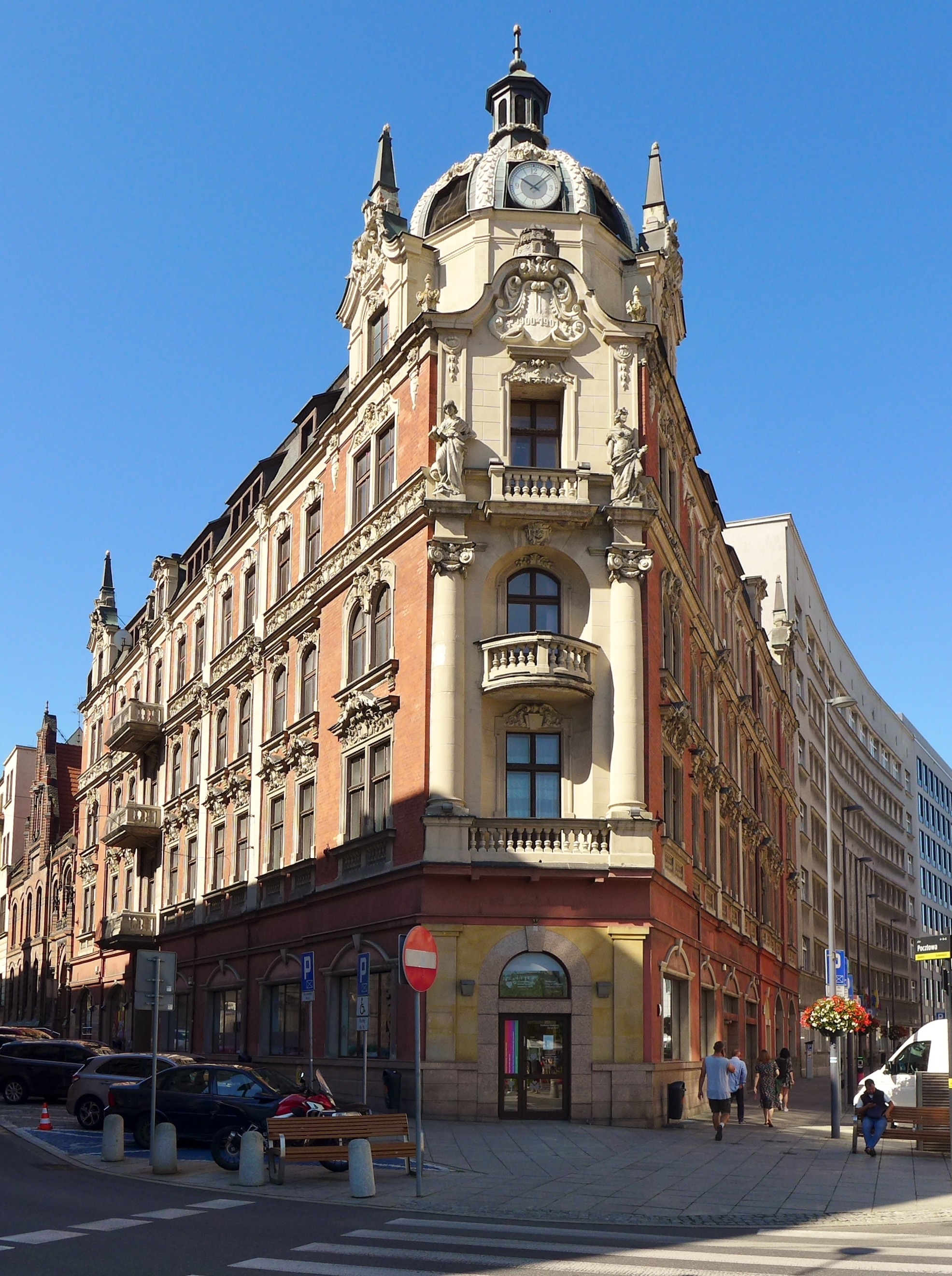
Kamienica przy ulicy Młyńskiej 2 w Katowicach (2024)
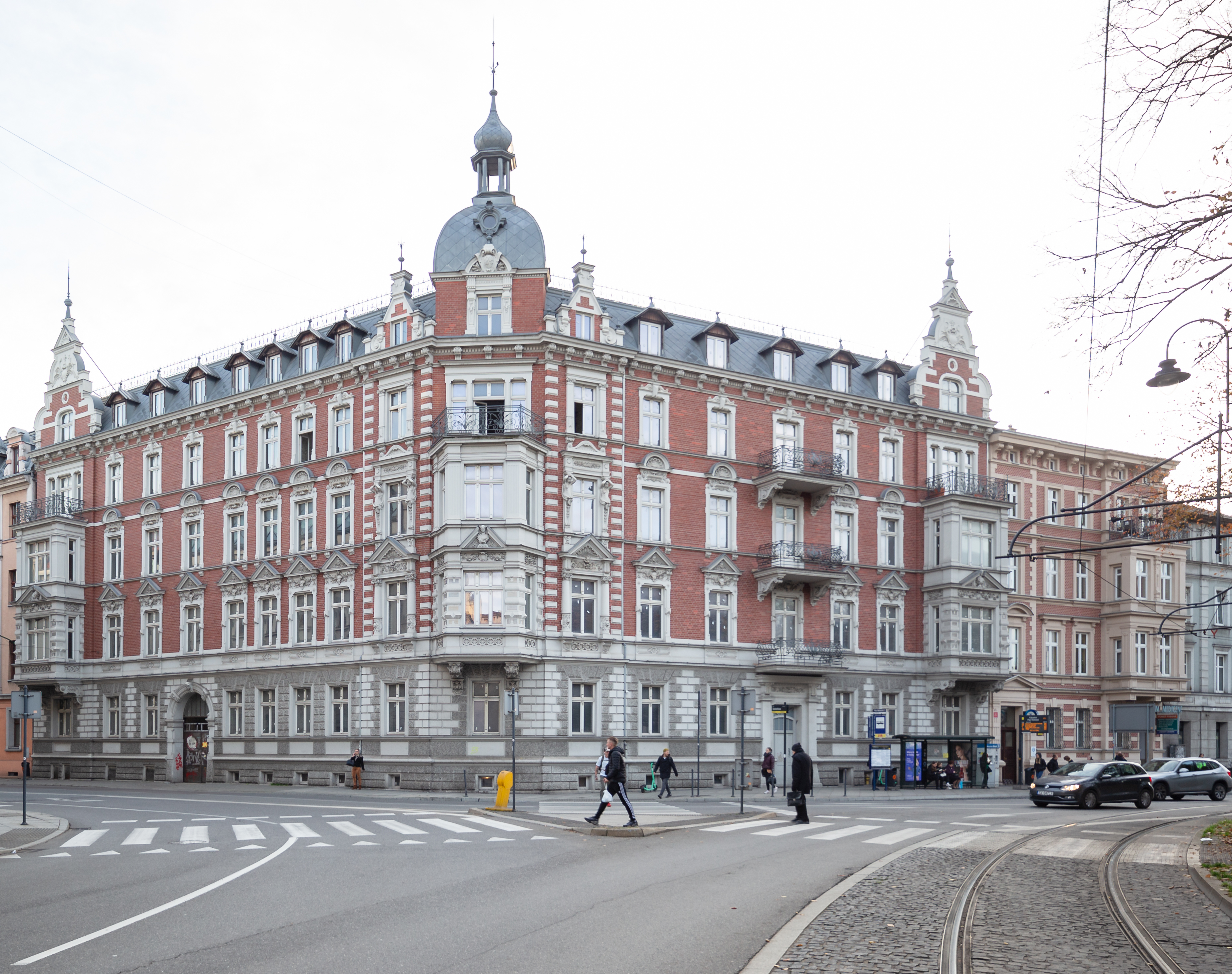
Kamienica przy placu Wolności 2 w Katowicach (2023)
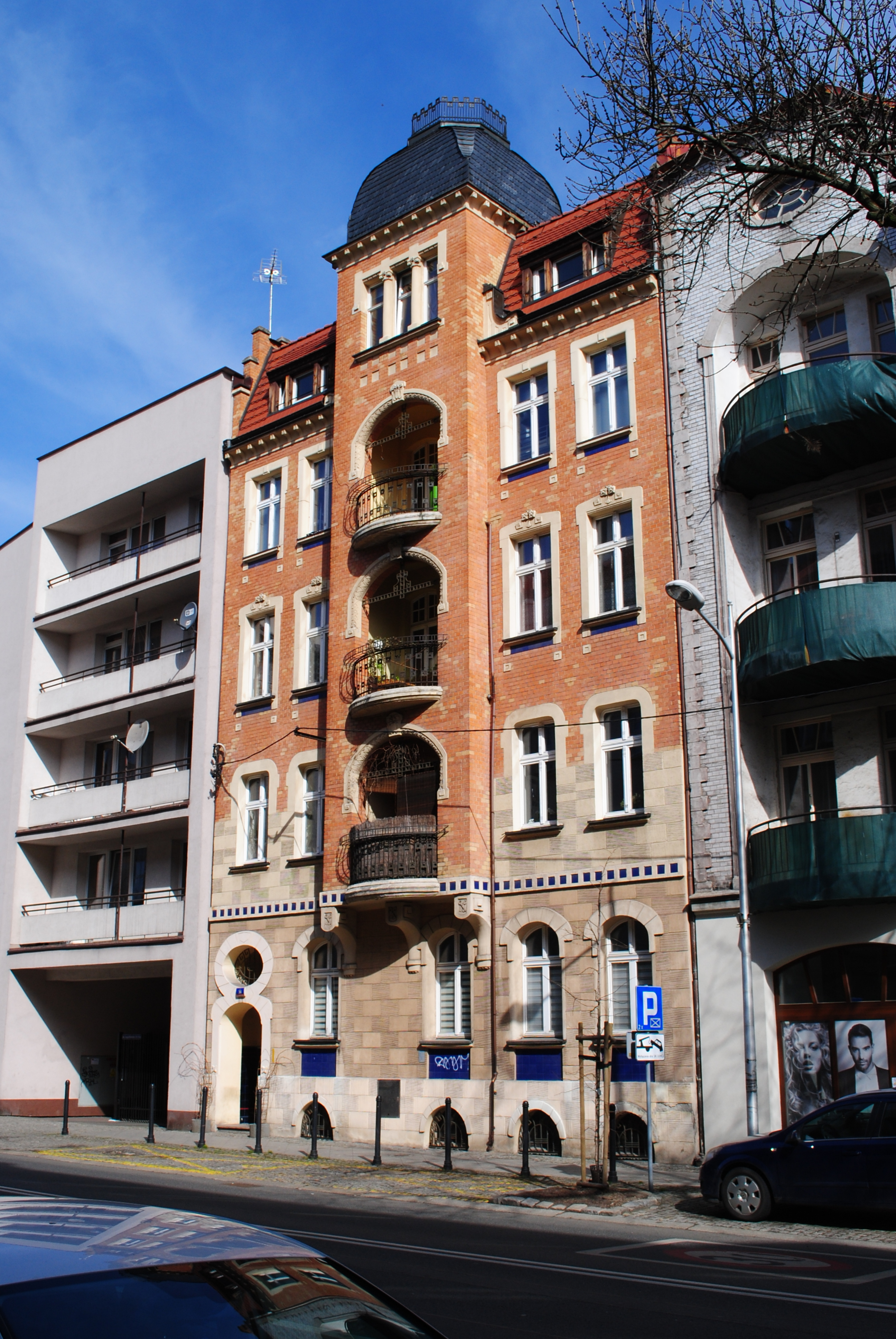
Kamienica przy ulicy Jagiellońskiej 36 w Katowicach (2021)
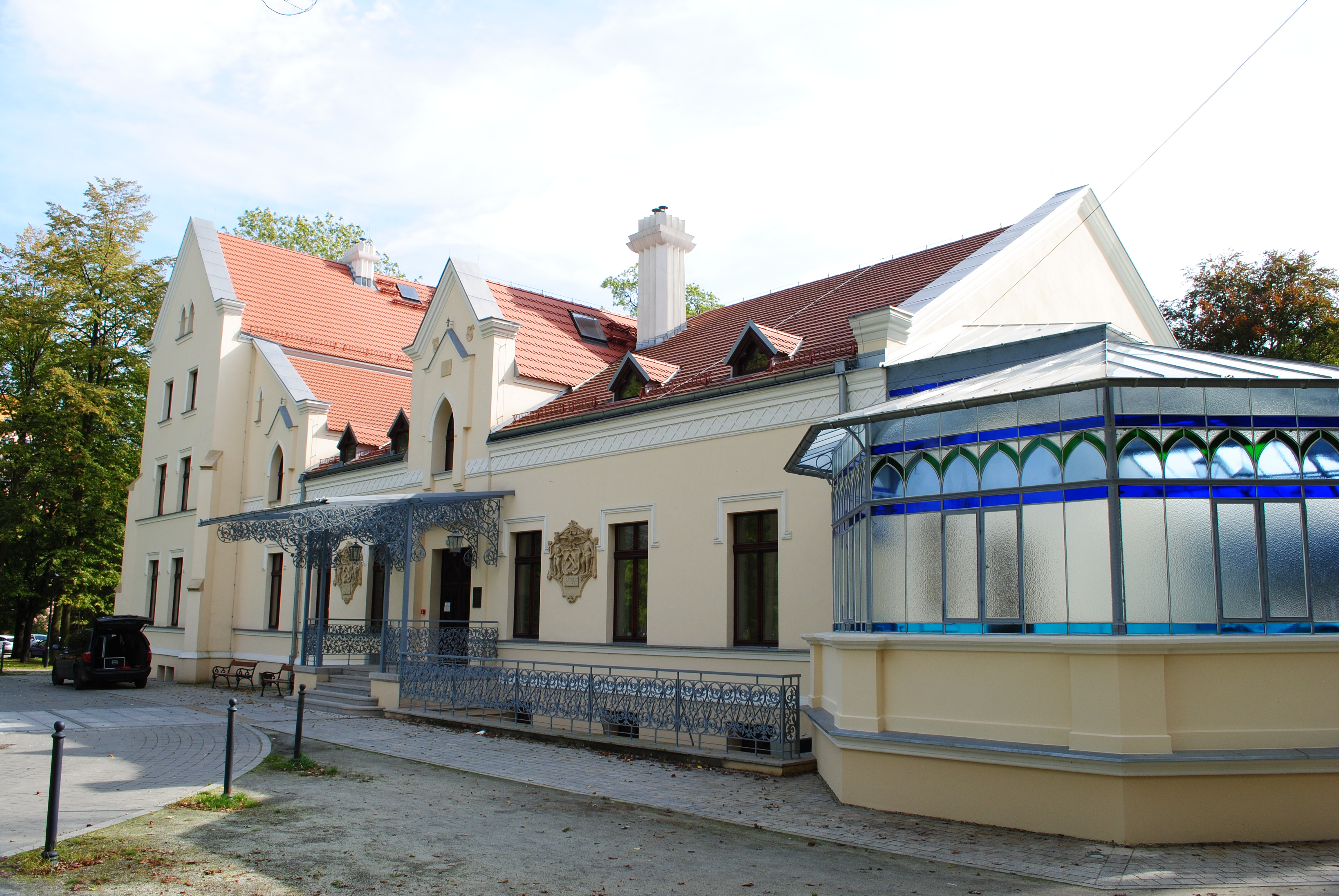
Pałac Rheinbabenów w Michałkowicach (2020)
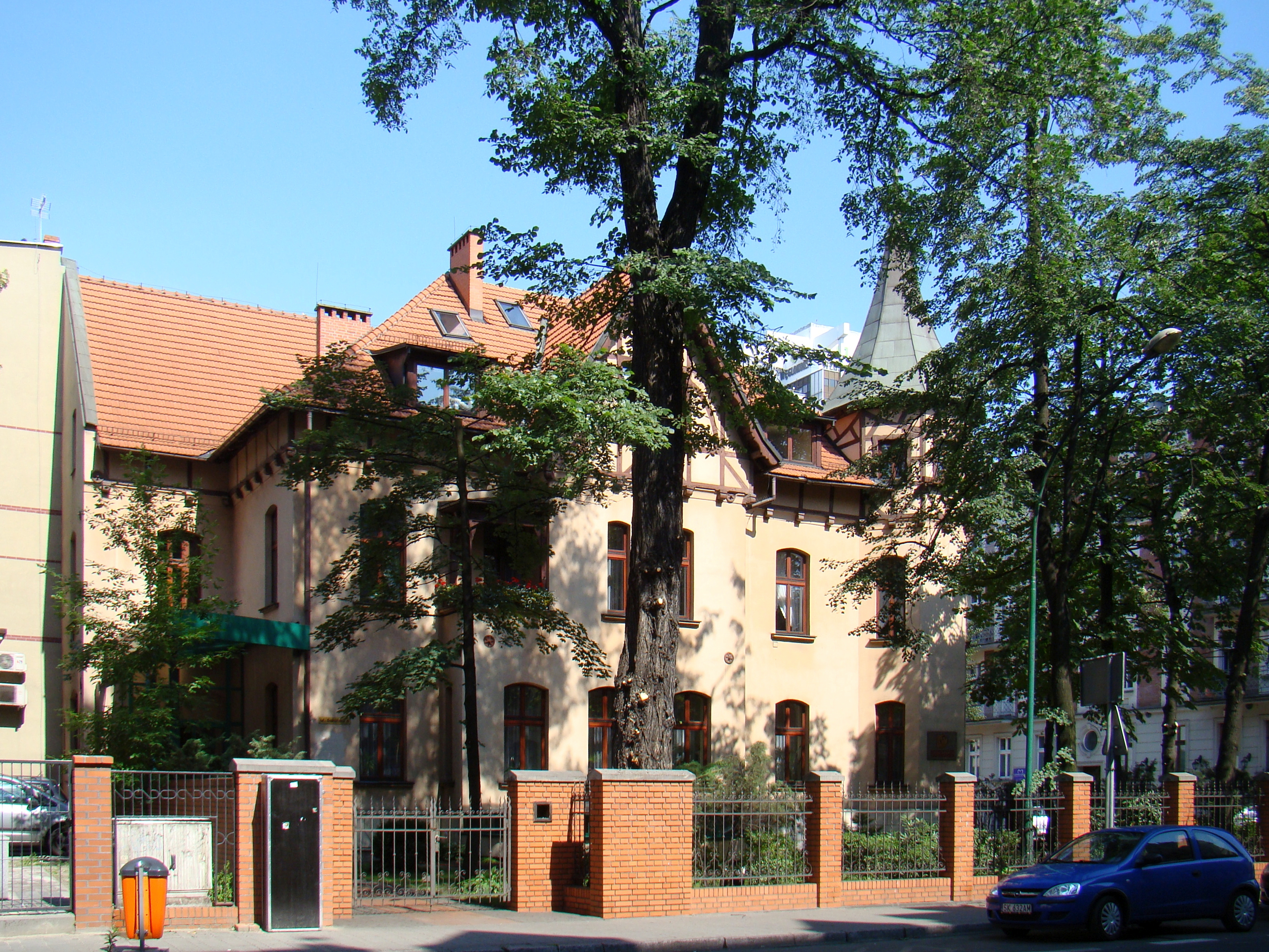
Willa Louisa Damego w Katowicach (2014)